# Luffa saccata
Luffa saccata är en gurkväxtart som beskrevs av F.Müll. och I.Telford. Luffa saccata ingår i släktet Luffa och familjen gurkväxter. Inga underarter finns listade i Catalogue of Life.